# Roccaforte del Greco
Roccaforte del Greco – miejscowość i gmina we Włoszech, w regionie Kalabria, w prowincji Reggio Calabria.
Według danych na rok 2004 gminę zamieszkiwało 805 osób, 14,9 os./km².